# 東京電梯女郎

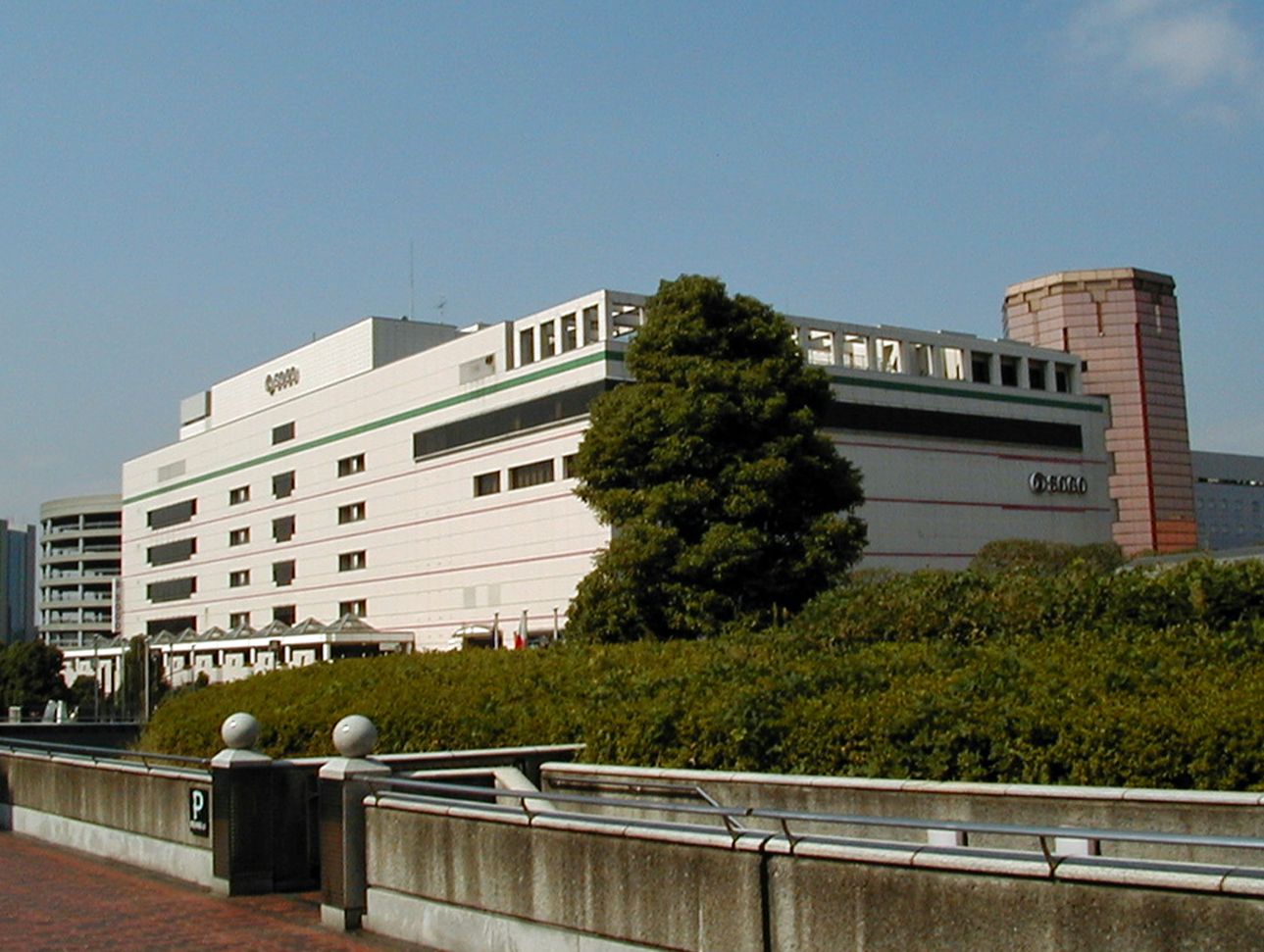
《東京電梯女郎》拍攝主要場景位在東京的多摩SOGO。

《東京電梯女郎》（東京エレベーターガール），1992年1月10日～1992年3月20日於日本TBS電視台播映，為每週五夜間九點檔的系列劇集。在台灣則於衛視中文台《日本偶像劇場》時段，與日本同步播出。
故事中百貨公司的拍攝場景在多摩SOGO，位於落合一丁目46番。如今，這家百貨公司已於2000年關閉，改由三越百貨經營。

## 概要
澤木翼，19歲，未婚，小豆島出身。一人獨自前往東京，在一間百貨公司上班，任職電梯小姐的工作，與水木薰、野田尚子同是職員。然而，故事的發展，從吉本先生（吉本一芳）搬來與塚紗（澤木翼）隔壁住下來開始，兩人常在上下班時間彼此相遇……。這齣故事是描述單身的都會女子在都會中歷經種種，在職場、住屋、街道…等場合上發展的愛情戲劇，但意外了使她愛上有婚之夫，卻也同時受到公司的男同事追求，形成另一段的轉折。最後，劇情以塚紗在東京的路上，與吉本彼此對望後，兩人互擁的畫面，這一幕成為該齣戲的劇終。

## 演員
- 宮澤理惠 飾 澤木翼
- 赤井英和 飾 吉本一芳
- 東幹久 飾 島大紀
- 中嶋朋子 飾 水木薫
- 佐野史郎 飾 前野課長
- 奥山佳恵 飾 野田尚子
- 宮下直紀 飾 西山亨
- 嶋大輔 飾 高木修司
- 小川範子 飾 澤木（配音演出）
- 矢崎滋 飾 野田清治
- 相樂晴子 飾 吉本美代子

## 主題曲
- 原名：《心から好き》
- 中文：《從心愛您》
- 作詞：Kikuji
- 作曲：山田直毅
- 演唱：宮澤理惠

## 製作人員
- 編劇：小松江里子
- 音樂：難波正司
- 製作人：伊藤一尋
- 導演：吉田秋生、加藤浩丈、北川雅一

## 單元劇集
| 話數     | 原文著作單元名稱     | 集數     | 臺灣播映單元名稱 |
| 第一話   | 《出逢い》           | 第一集   | 《相遇》         |
| 第二話   | 《待ちわびて》       | 第二集   | 《等待道歉》     |
| 第三話   | 《女ともだち》       | 第三集   | 《女人們的友情》 |
| 第四話   | 《初めての体験》     | 第四集   | 《初體驗》       |
| 第五話   | 《揺れて…》          | 第五集   | 《搖擺不定》     |
| 第六話   | 《ほんとうの気持ち》 | 第六集   | 《真正的心意》   |
| 第七話   | 《止められぬ想い》   | 第七集   | 《止不住的想念》 |
| 第八話   | 《最後のデート》     | 第八集   | 《最後的約會》   |
| 第九話   | 《あの人の家庭》     | 第九集   | 《那個人的家庭》 |
| 第十話   | 《傷つく心》         | 第十集   | 《被傷害的心》   |
| 第十一話 | 《恋のゆくえ》       | 第十一集 | 《愛情的著落》   |

## 相關作品

### 書籍
- 小松江里子. . 講談社. 1992年3月. ISBN 9784062058391 （日语）.

### 原聲帶
- 伊東たけし、宮沢りえ、難波正司. . 株式会社ソニー・ミュージックレコーズ. 1992-03-01 （日语）.